# Grünenbergpass
Der Grünenbergpass ist ein 1555 m ü. M. hoher Bergübergang in den Emmentaler Alpen im Schweizer Kanton Bern. Er verbindet Eriz im Norden mit Habkern beziehungsweise Interlaken im Süden. Der Pass trennt die Sieben Hengste vom Hohgantmassiv.

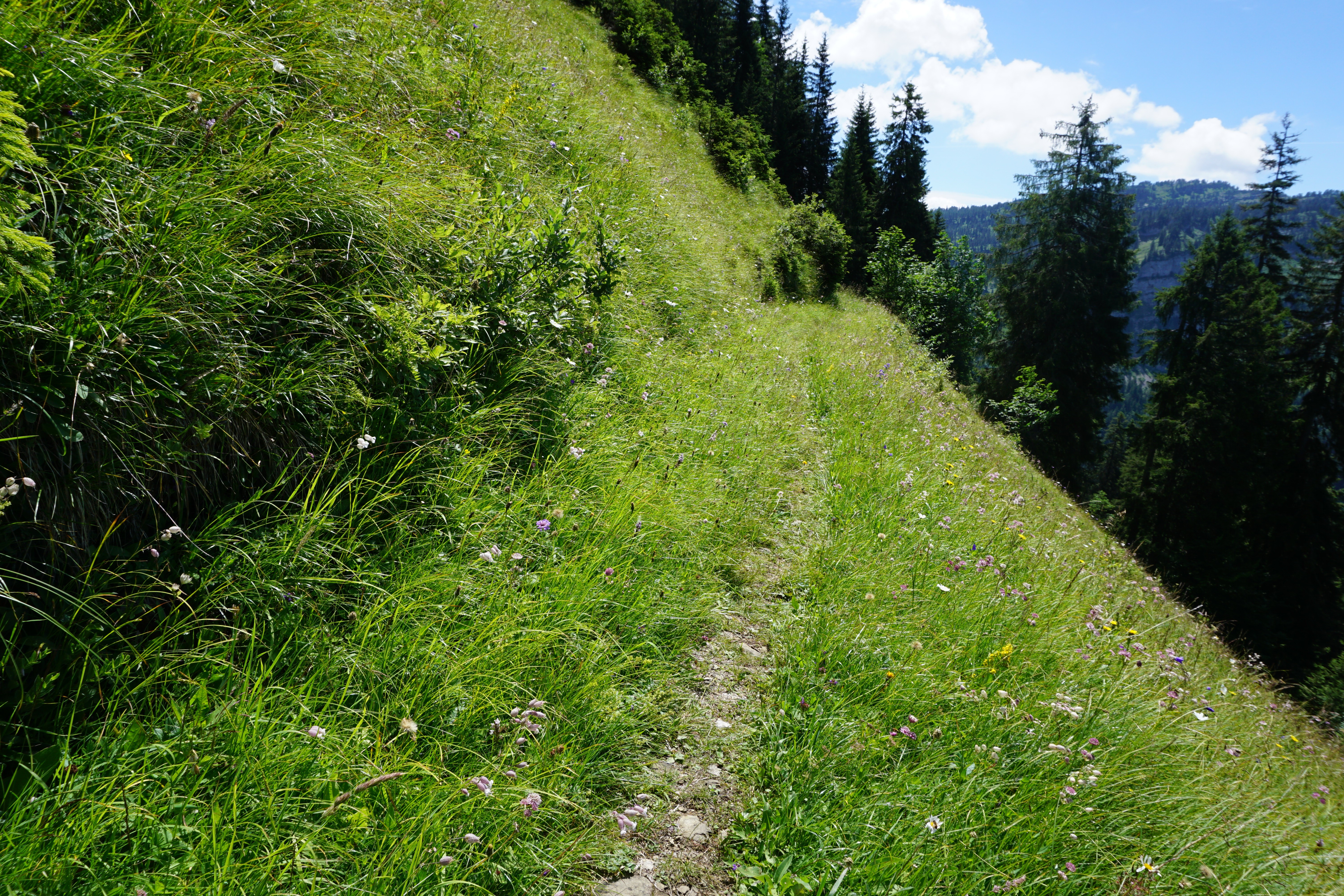
Alter Saumpfad, heute ein Bergwanderweg

Der Pass ist, wie es der Name verrät, fast komplett bewaldet. Er ist durch eine schmale unasphaltierte Militärstrasse erschlossen. Diese ist für den privaten, motorisierten Verkehr gesperrt. Der Pass wird von Mountainbikern und Bergwanderern benutzt und liegt in einem Naturschutzgebiet. Die Militärstrasse gehört zum Bundesinventar der historischen Verkehrswege IVS.
Vor dem Bau der Militärstrasse wurde ein Saumpfad genutzt. Dieser führt vom Hof Oberbreitwang zum Grünenbergpass und ist heute ein Bergwanderweg auf der Route Schangnau-Habkern.

## Sperrstelle Grünenbergpass
Die Sperrstelle Grünenbergpass (Armeebezeichnung Nr. 2115) wurde während des Zweiten Weltkriegs von der «Kampfgruppe Grünenberg» (Gebirgsfüsilierbataillon 31) der 3. Division besetzt. An zwei Stellen wurde der Durchgang mit verbunkerten Waffen gesperrt, ergänzt durch Strassenbarrikaden (T1130, T1131) und dem Sprengobjekt M2787.
- Infanteriewerk Grünenberg-Pass A 1870: Infanteriekanone (Ik), Mg 11, Lmg 25 ⊙

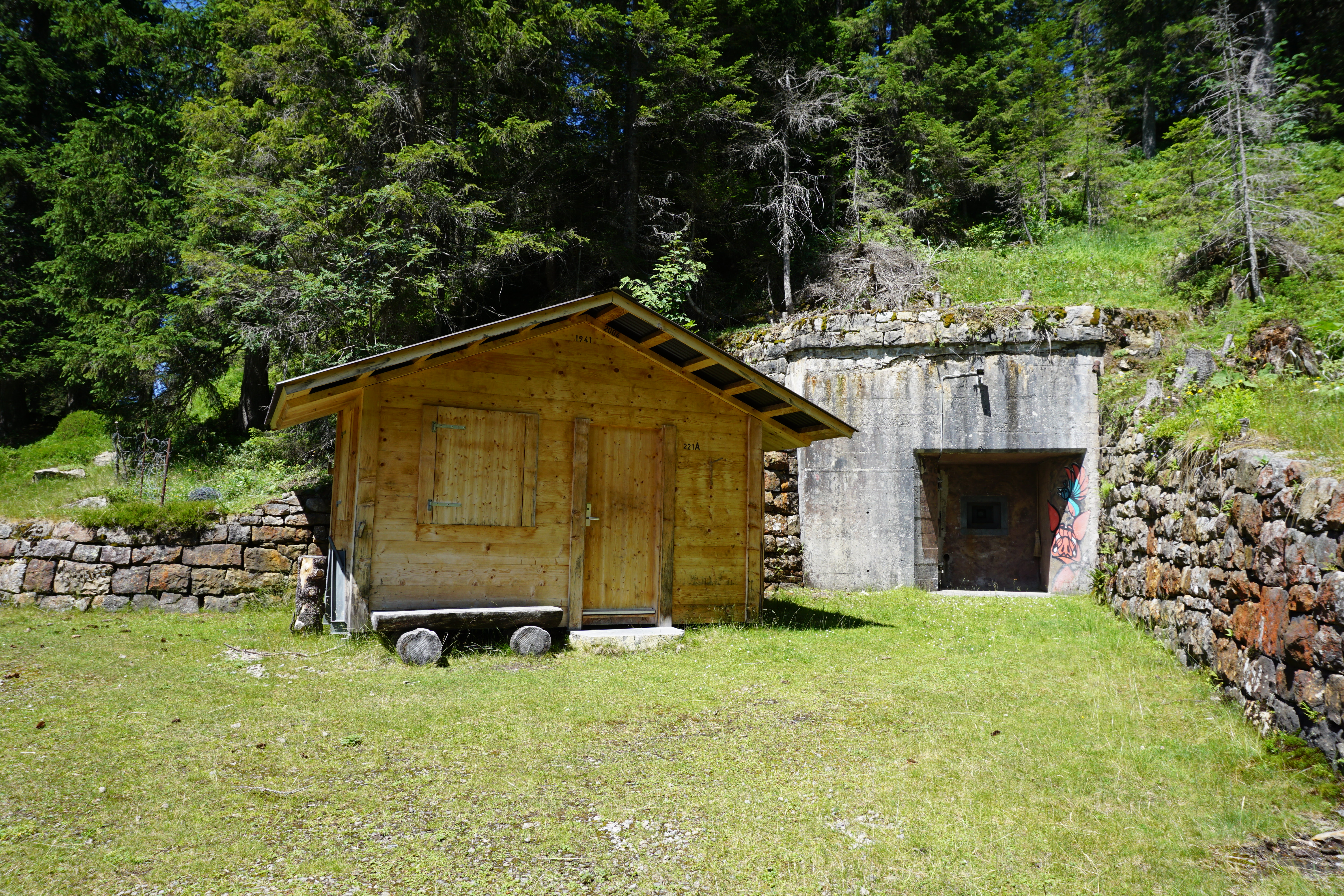
Infanteriewerk Grünenberg-Pass A 1870

- Infanteriewerk Grünenberg-Fall A 1871: Ik ⊙